# La Renommée du Roi
La Renommée du Roi ou La Renommée écrivant l'histoire du Roi de Domenico Guidi est un groupe en marbre se trouvant au bassin de Neptune dans les jardins du château de Versailles.

## Historique
Ce groupe, commandé en 1677 par la surintendance des Bâtiments du roi, se trouvait à l'origine érigé sur le parterre de l'orangerie du château de Versailles. À une date inconnue, antérieure à 1694, il fut déplacé à l'entrée du récent bosquet de la Colonnade avant de gagner son emplacement actuel du bassin de Neptune.

## Description
Une renommée (femme ailée) tient de la main gauche un médaillon du profil de Louis XIV et, de l'autre, écrit de sa plume les hauts faits du souverain sur un livre supporté par l'allégorie du Temps. La Renommée foule du pied l'Envie, couchée à terre et mordant un cœur, le bras enroulé de serpents. Au pied du groupe se trouvent les médaillons d'Alexandre le Grand, Scipion, César et Trajan, opposant les gloires passées à celle du Roi-Soleil.